# Карстове озеро

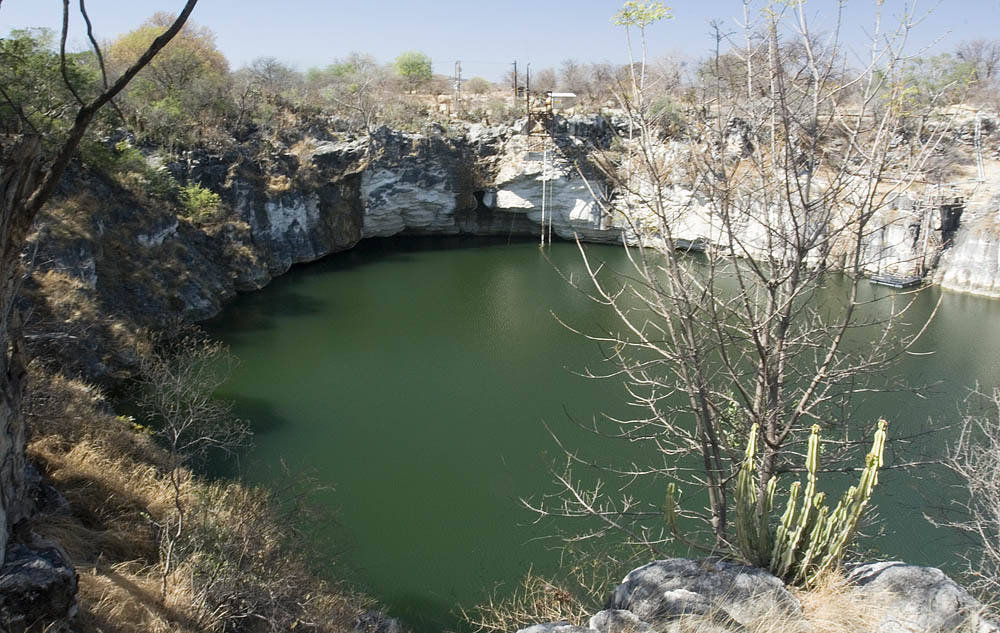
Карстове озеро Отчикото в Намібії

Карстове озеро — озеро, що заповнює негативну поверхневу форму карсту: воронку, ванну, знижену ділянку дна полья.

## Класифікація
Карстові озера класифікуються:
- За літологією вміщуючих порід;
- За генезисом озерних улоговин, їх морфологією і морфометрією;
- За приналежністю до різних гідродинамічних зон;
- За умовами живлення, ступенями проточності, термічного режиму;
- За мінералізацією та хімічним складом води.

## Умови утворення карстових озер
Головною умовою утворення карстових озер є:
- наявність легкорозчинних гірських порід,
- протікання карстових процесів в сприятливих гідрологічних і кліматичних умовах: достатня вологість, наявність підземних вод, нахил рельєфу.

Утворення карстових озер пов'язано з постійним або тимчасовим затопленням великих негативних карстових форм рельєфу поверхневими або підземними водами. Такі форми можуть розташовуватися як безпосередньо в розчинних породах, так і в тих що покривають їх (а іноді і прилеглих до них) товщах нерозчинних порід. За умовами живлення можна виділити три основні групи карстових озер:
1. Що живляться поверхневими водами;
2. Що живляться підземними водами
3. Змішаного живлення

Утворення карстових озер поверхневого живлення пов'язане з закупорюванням поглинаючих отворів, розташованих на дні карстових воронок, карстових долин, карстово-ерозійних ярів тощо. Це закупорювання зазвичай відбувається в результаті відкладення матеріалу, що зноситься поверхневими водами. Закупорювання може бути пов'язано і з явищами обвалення покрівлі карстових порожнин. Закупорювання іноді буває настільки досконалим, що інфільтрація через дно озера практично відсутня. У таких випадках режим рівня озера визначається співвідношенням між поверхневими водами, що надходять в нього (талі, дощові) випаровуванням і стоком (якщо він є). Нерідко ж через наноси, що вистилають дно озера, відбувається фільтрація; такі озера зазвичай швидко пересихають.
Відомо багато прикладів і раптового, швидкого осушення карстових озер, що пов'язано з розкриттям (за допомогою суффозії) раніше закупорених каналів або утворенням на дні озера нових поглинаючих отворів (в результаті обвалення або суффозії). Нарешті, досить часто зустрічаються періодичні карстові озера, в яких вода утримується лише в періоди інтенсивного сніготанення або сильних злив, коли надходять в озеро поверхневі води не встигають відводитися на глибину через недостатні розмірів розташованих на дні понорів. Карстові озера поверхневого (і змішаного) живлення широко поширені в СРСР, головним чином в районах покритого карсту. Вони мають різноманітні розміри і різну глибину, іноді досягає перших десятків метрів. Залежно від конфігурації тієї поверхневої карстової форми, яка заповнена водою, карстові озера мають то округлу, то примхливу форму. Деякі карстові озера цієї групи утворилися на очах людини.
До карстових озер підземного живлення насамперед належать озера, що харчуються водами великих карстових джерел, що розташовуються на дні самих озер. Типовими прикладами озер цього типу на терені колишнього СРСР є: «Жерло Оконське» в Поліссі, озеро Церік-кель на Північному Кавказі, озеро Сарвинське, в місці розташування джерела Червоний Ключ на Уфимському плато тощо. Характерно, що озера цього типу мають поверхневий стік, даючи початок постійним струмкам і річкам; в деяких випадках ці води використовуються для отримання електроенергії (ГЕС у джерела Червоний Ключ). Ще більш широко поширені у нас карстові озера з підземним харчуванням, приурочені до глибоких карстово-суфозійних і карстових провальним воронок і шахт, дно яких розташовується нижче рівня підземних вод. У таких озерах рівень води зазвичай збігається з рівнем підземних вод і, таким чином, вони є як би розкритими ділянками зони насичення. Онезьке-Двінський вододіл, Центральні райони Європейської частини СРСР, Поволжя, Приангар'я і ціла низка інших областей характеризуються наявністю озер цієї групи; зокрема, до них належить і озеро, що утворилося на місці Акташського провалу.
У озер зі змішаним живленням умови живлення в кожному конкретному випадку може бути досить своєрідними. Слід, зокрема, мати на увазі, що озера підземного живлення із зростанням водозбірної площі даної карстової форми (утворення карстової долини або карстово-ерозійного яру) можуть перетворюватися в озера змішаного харчування. Природні водойми, розташовані в межах карстових і карстово-ерозійних польєв, також зазвичай відносять до цього типу. Серед них виділяються постійно затоплені і періодично затоплені полья. Цікаво, що на Балканському півострові площа періодично затоплюваних польєв, в порівнянні з площею сухих польєв, закономірно зростає в міру зниження абсолютних відміток. Особливий різновид карстових озер представляють печерні озера, широко поширені в цілому ряді карстових областей. Печерні озера отримують живлення або за рахунок поглинаючих понор зосереджених постійних або тимчасових поверхневих потоків, або за рахунок більш-менш розосереджених інфільтраційних вод. Значною мірою від умов живлення залежить і режим печерних озер.

## Види карстових озер
- Озеро корозійне — тип поверхневого карстового озера. Розташовується в області поглинання або розвантаження карстових вод, заповнюючи корозійну западину.
- Озеро підземно-карстове — тип підземного карстового озера, що займає корозійні поглиблення в руслі потоку.
- Озеро улоговино-акумулятивне — тип підземного карстового озера, що заповнює поглиблення на дні печер і колодязів, вистелені глинястими відкладеннями.
- Озеро печерне — самостійний водний басейн або місцевий розлив підземної карстової річки. Скупчення води в карстовій порожнині.
- Озеро греблево-проточне — підземне карстове озеро, вода якого заповнює поглиблення між алювіальними наносами або натічними греблями.
- Озеро підземне — утворюється в підземній порожнині (воно ж озеро печерне).
- Озеро підземно-проточне — вода озера заповнює поглиблення в корінних породах на дні печери або колодязя. Є підземний перетік води між двома озерами.
- Озеро полья — займає частину полья або всю западину.
- Озеро провальне — утворилося при осіданні поверхневих гірських порід в підземні порожнини. Формується у відгалуженні підземного стоку або скидання карстових вод.
- Озеро сифонне залишкове — підземне озеро у самій нижній частині карстового сифона, що зберігається при максимальному зниженні рівня води.
- Озеро тектоно-карстове — поверхневе карстове озеро в галузі підземного стоку карстових вод. Заповнює тектоно-карстову западину або її частину.
- Озеро соляне — карстове озеро, заповнене розсолом.
- Озеро термомінеральне — підземне карстове озеро в області розвантаження карстових вод. Заповнює поглиблення на дні печери, живиться висхідними мінеральними водами.

Існують озера гумідного і аридного клімату. Серед озер гумідного клімату виділяють проточні, періодично проточні та непроточні озера, що мають, проте, завжди підземний стік через ґрунтові води. Озера аридного типу поділяються на періодично стічні і безстічні. Завдяки наявності поверхневого або підземного стоку, великій кількості прісної води що притікає і малій величині випаровування, озера гумідного типу майже всі без винятку прісні. На противагу їм більшість озер аридного типу в тій чи іншій мірі солоні, іноді вода в них представляє справжній розсіл. Це пов'язано з тим, що в умовах посушливого клімату вода в озері інтенсивно випаровується і концентрація розчинених у ній солей поступово збільшується.
Вмістищами карстових озер служать різного розміру і характеру негативні поверхневі форми карсту. Це можуть бути поодинокі досить великі карстові воронки. У такому випадку карстове озеро має типову округлу або овальну форму. Озера в провальних воронках часто відрізняються крутизною берегів. Нерідко зустрічаються карстові озера складною, лопаткової форми. У цих випадках водою заповнені складні, складені карстові ванни, що утворилися при злитті краями кількох сусідніх воронок.

## Поширення карстових озер
Найбільшого поширення набули карстові озера на території півдня і південного сходу Балканського півострова. На південь від Белграда є ділянка покритого карсту в неогенових черепашкових вапняках з безліччю карстових воронок. Крім воронок в селищі Сремчиця, в центрі цієї ділянки розташована велика улоговина розмірами в плані 600 на 500 м, що складається з восьми великих воронок, що злилися. Її називають Провалія. Є на цій території озера, що займають знижені ділянки днищ польєв, наприклад оз. Церкнишко в однойменному польє в Словенії зараз з штучно зарегульований відтоком води. Інші югославські полья, а також улоговина Городно на Валдайській височині періодично затоплюються водою і перетворюються в тимчасові озера.
На території Балкан є озера з проточною річковою водою. Це, наприклад, озера з травертиновими греблями, розташовані каскадами в долинах річок Корана (Плитвицькі озера) і Крка в Хорватії. Поширені карстові озера на Кавказі. До них належить загальновідоме Церік-кель (глибина 368 м), Шамхурей в Кабардино-Балкарії і Провал в П'ятигорську, Синє на річці Бзибь. У межах Бічного та Головного хребтів і вапнякової смуги Західної Грузії і Дагестану, в районах стародавнього заледеніння з карбонатними карстовими породами, зустрічаються озера льодовикового походження, але перетворені карстом. Такі озера розташовуються на гірському масиві Фішт-Оштен, хребтах Абішира-Ахуба, Гагринському тощо.
Найхарактерішим серед них є озеро Псенодах, розташоване на плато Лагонакі у верхів'ях річки Білої. Багато карстових озер на Східно-Європейській рівнині. Іноді вони досягають значних розмірів. Типовими прикладами таких озер є: озеро Святе в долині пониззя річки Теши (правої притоки Оки, впадає в неї нижче Мурома), що досягає 2 км завдовжки і 1 км завширшки; озеро Чарського і низка інших великих озер на межиріччі Теши і Сережи. Улоговини цих озер утворилися злиттям багатьох карстових улоговин і воронок. Сухим аналогом улоговин цих озер служить улоговина біля селища Болотникова (на правобережжі Оки північніше р. Великі Кутри) розмірами 1300 на 400 м в плані і до 20 — 30 м завглибшки, що складається з двох великих улоговин що злилися, кожна з яких у свою чергу складна.
Велика кількість невеликих за площею і неглибоких соляних озер на півдні Західного Сибіру і на півночі Казахстану викликано соляним карстом — своєрідним викарстовуванням потужної товщі корінних соленосних відкладень палеозойського віку. У Північній Америці карстові озера розташовані в Кордильєрах, у Флориді і Юкатані. У Південній Америці основна частина карстових озер розташована в Андах, чому сприяє сприятливе залягання гірських порід. В Австралії невеликі озера розташовуються на карстової рівнині Нарралбор.